# Arjan Sheta
Arjan Enuer Sheta (Tirana, 13 febbraio 1981) è un ex calciatore albanese, di ruolo difensore.

## Caratteristiche tecniche
È un difensore centrale di ruolo.

### Nazionale
Ha esordito con la nazionale albanese nel 2002.

## Statistiche

### Presenze e reti nei club
Statistiche aggiornate al 25 maggio 2020.
| Stagione                | Squadra                 | Campionato              | Campionato | Campionato | Coppe nazionali | Coppe nazionali | Coppe nazionali | Coppe continentali | Coppe continentali | Coppe continentali | Altre coppe | Altre coppe | Altre coppe | Totale | Totale |
| Stagione                | Squadra                 | Comp                    | Pres       | Reti       | Comp            | Pres            | Reti            | Comp               | Pres               | Reti               | Comp        | Pres        | Reti        | Pres   | Reti   |
| ----------------------- | ----------------------- | ----------------------- | ---------- | ---------- | --------------- | --------------- | --------------- | ------------------ | ------------------ | ------------------ | ----------- | ----------- | ----------- | ------ | ------ |
| 1997-1998               | Partizani Tirana        | KP                      | 8          | 1          | CA              | 0               | 0               | -                  | -                  | -                  | -           | -           | -           | 8      | 1      |
| 1998-1999               | Partizani Tirana        | KS                      | 21         | 0          | CA              | 0               | 0               | -                  | -                  | -                  | -           | -           | -           | 21     | 0      |
| 1999-gen. 2000          | Partizani Tirana        | KS                      | 3          | 0          | CA              | 0               | 0               | -                  | -                  | -                  | -           | -           | -           | 3      | 0      |
| gen.-giu. 2000          | Teuta                   | KS                      | 10         | 1          | CA              | 0               | 0               | -                  | -                  | -                  | -           | -           | -           | 10     | 1      |
| 2000-2001               | Tirana                  | KS                      | 17         | 0          | CA              | 0               | 0               | UCL                | 0                  | 0                  | SA          | 1           | 0           | 18     | 0      |
| 2001-2002               | Tirana                  | KS                      | 22         | 0          | CA              | 0               | 0               | CU                 | 2                  | 0                  | SA          | 1           | 0           | 25     | 0      |
| 2002-2003               | Partizani Tirana        | KS                      | 14         | 1          | CA              | 0               | 0               | -                  | -                  | -                  | -           | -           | -           | 14     | 1      |
| 2003-gen. 2004          | Tirana                  | KS                      | 0          | 0          | CA              | 0               | 0               | -                  | -                  | -                  | -           | -           | -           | 0      | 0      |
| Totale Tirana           | Totale Tirana           | Totale Tirana           | 39         | 0          |                 | 0               | 0               |                    | 2                  | 0                  |             | 2           | 0           | 43     | 0      |
| gen.-feb. 2004          | OFI Creta               | AE                      | 0          | 0          | CG              | 0               | 0               | -                  | -                  | -                  | -           | -           | -           | 0      | 0      |
| feb.-giu. 2004          | Kallithea               | AE                      | 1          | 0          | CG              | 0               | 0               | -                  | -                  | -                  | -           | -           | -           | 1      | 0      |
| 2004-2005               | Kallithea               | AE                      | 10         | 0          | CG              | 3               | 0               | -                  | -                  | -                  | -           | -           | -           | 13     | 0      |
| Totale Kallithea        | Totale Kallithea        | Totale Kallithea        | 11         | 0          |                 | 3               | 0               |                    | -                  | -                  |             | -           | -           | 14     | 0      |
| 2005-2006               | Partizani Tirana        | KS                      | 19         | 0          | CA              | 0               | 0               | -                  | -                  | -                  | -           | -           | -           | 19     | 0      |
| lug. 2006               | Partizani Tirana        | KS                      | 0          | 0          | CA              | 0               | 0               | Int                | 2                  | 1                  | -           | -           | -           | 2      | 1      |
| 2006-2007               | Agia Napa               | AK                      | 24         | 2          | CC              | 0               | 0               | -                  | -                  | -                  | -           | -           | -           | 24     | 2      |
| 2007-2008               | Elbasani                | KS                      | 29         | 1          | CA              | 0               | 0               | -                  | -                  | -                  | -           | -           | -           | 29     | 1      |
| 2008-gen. 2009          | Elbasani                | KS                      | 15         | 0          | CA              | 3               | 0               | -                  | -                  | -                  | -           | -           | -           | 18     | 0      |
| Totale Elbasani         | Totale Elbasani         | Totale Elbasani         | 44         | 1          |                 | 3               | 0               |                    | -                  | -                  |             | -           | -           | 47     | 1      |
| gen.-giu. 2009          | Teuta                   | KS                      | 14         | 0          | CA              | 0               | 0               | -                  | -                  | -                  | -           | -           | -           | 14     | 0      |
| 2009-2010               | Partizani Tirana        | KP                      | 23         | 2          | CA              | 0               | 0               | -                  | -                  | -                  | -           | -           | -           | 23     | 2      |
| Totale Partizani Tirana | Totale Partizani Tirana | Totale Partizani Tirana | 88         | 4          |                 | 0               | 0               |                    | 2                  | 1                  |             | -           | -           | 90     | 5      |
| 2010-2011               | Teuta                   | KS                      | 28         | 1          | CA              | 2               | 0               | -                  | -                  | -                  | -           | -           | -           | 30     | 1      |
| 2011-2012               | Teuta                   | KS                      | 22         | 3          | CA              | 6               | 0               | -                  | -                  | -                  | -           | -           | -           | 28     | 3      |
| 2012-2013               | Teuta                   | KS                      | 21         | 1          | CA              | 8               | 0               | UEL                | 2                  | 0                  | -           | -           | -           | 31     | 1      |
| Totale Teuta            | Totale Teuta            | Totale Teuta            | 95         | 6          |                 | 16              | 0               |                    | 2                  | 0                  |             | -           | -           | 113    | 6      |
| 2013-2014               | Kastrioti               | KS                      | 25         | 1          | CA              | 2               | 0               | -                  | -                  | -                  | -           | -           | -           | 27     | 1      |
| 2014-2015               | Laçi                    | KS                      | 31         | 3          | CA              | 5               | 0               | UEL                | 4                  | 0                  | SA          | 0           | 0           | 40     | 3      |
| 2015-2016               | Laçi                    | KS                      | 27         | 0          | CA              | 7               | 0               | UEL                | 2                  | 0                  | SA          | 0           | 0           | 36     | 0      |
| Totale Laçi             | Totale Laçi             | Totale Laçi             | 58         | 3          |                 | 12              | 0               |                    | 6                  | 0                  |             | 0           | 0           | 76     | 3      |
| 2016-2017               | Korabi                  | KS                      | 17         | 0          | CA              | 1               | 0               | -                  | -                  | -                  | -           | -           | -           | 18     | 0      |
| 2018-2019               | Dinamo Tirana           | KP                      | 22         | 1          | CA              | 0               | 0               | -                  | -                  | -                  | -           | -           | -           | 22     | 1      |
| 2019-2020               | Besëlidhja              | KP                      | 13         | 1          | CA              | 3               | 0               | -                  | -                  | -                  | -           | -           | -           | 16     | 1      |
| Totale carriera         | Totale carriera         | Totale carriera         | 436        | 19         |                 | 40              | 0               |                    | 12                 | 1                  |             | 2           | 0           | 490    | 20     |

### Cronologia presenze e reti in Nazionale
| Cronologia completa delle presenze e delle reti in nazionale ― Albania | Cronologia completa delle presenze e delle reti in nazionale ― Albania | Cronologia completa delle presenze e delle reti in nazionale ― Albania | Cronologia completa delle presenze e delle reti in nazionale ― Albania | Cronologia completa delle presenze e delle reti in nazionale ― Albania | Cronologia completa delle presenze e delle reti in nazionale ― Albania | Cronologia completa delle presenze e delle reti in nazionale ― Albania | Cronologia completa delle presenze e delle reti in nazionale ― Albania |
| Data                                                                   | Città                                                                  | In casa                                                                | Risultato                                                              | Ospiti                                                                 | Competizione                                                           | Reti                                                                   | Note                                                                   |
| ---------------------------------------------------------------------- | ---------------------------------------------------------------------- | ---------------------------------------------------------------------- | ---------------------------------------------------------------------- | ---------------------------------------------------------------------- | ---------------------------------------------------------------------- | ---------------------------------------------------------------------- | ---------------------------------------------------------------------- |
| 13-3-2002                                                              | San Diego                                                              | Messico                                                                | 4 – 0                                                                  | Albania                                                                | Amichevole                                                             | -                                                                      |                                                                        |
| Totale                                                                 |                                                                        | Presenze                                                               | 1                                                                      |                                                                        | Reti                                                                   | 0                                                                      |                                                                        |

## Palmarès

### Club

#### Competizioni nazionali
- Coppa d'Albania: 2

Teuta: 1999-2000
Laçi: 2014-2015
- Supercoppa d'Albania: 1

Tirana: 2001